# Третья проблема Гильберта
Третья проблема Гильберта — третья из проблем, поставленных Давидом Гильбертом в его знаменитом докладе на II Международном Конгрессе математиков в Париже в 1900 году. Эта проблема посвящена вопросам равносоставленности многогранников: возможности разрезания двух многогранников равного объёма на конечное число равных частей-многогранников.
Постановка такого вопроса была связана с тем, что, с одной стороны, на плоскости любые два многоугольника равной площади равносоставлены — как утверждает теорема Бойяи — Гервина. С другой стороны, имевшиеся способы доказательства формулы для объёма тетраэдра (1/3 произведения высоты на площадь основания) так или иначе были связаны с предельными переходами, и тем самым с аксиомой Архимеда. Хотя буквально в предложенной Гильбертом формулировке речь шла о равносоставленности тетраэдров (а, точнее, о доказательстве невозможности такого разбиения в общем случае), она немедленно и естественно расширяется до вопроса о равносоставленности произвольных многогранников заданного объёма (а, точнее, о необходимых и достаточных для этого условиях).
Третья проблема оказалась самой простой из проблем Гильберта: пример неравносоставленных тетраэдров равного объёма был предъявлен уже через год, в 1901 году, в работе ученика Гильберта М. В. Дена. А именно, им была построена (принимающая значения в некоторой абстрактной группе) величина — инвариант Дена — значения которой на равносоставленных многогранниках равны, и предъявлен пример тетраэдров равного объёма, для которых значения инварианта Дена различаются.
В дальнейшем Сайдлер в своей работе 1965 года показал, что совпадение объёма и инварианта Дена являются не только необходимыми, но и достаточными условиями равносоставленности многогранников.

## Формулировка проблемы
Третья проблема Гильберта формулируется так:
|                                                        | Гаусс в двух своих письмах к Герлингу выражает сожаление по поводу того, что некоторые известные положения стереометрии зависят от метода исчерпывания, то есть, говоря современным языком, от аксиомы непрерывности (или от аксиомы Архимеда). Гаусс специально отмечает теорему Евклида, согласно которой объёмы треугольных пирамид, имеющих равные высоты, относятся как площади их оснований. Аналогичная задача планиметрии ныне полностью решена. Герлингу удалось также доказать равенство объёмов симметричных многогранников при помощи разбиения их на конгруэнтные части. Тем не менее, как мне кажется, в общем случае доказательство упомянутой теоремы Евклида этим способом провести невозможно и это, по-видимому, может быть подтверждено строгим доказательством невозможности. Такое доказательство можно было бы получить, если бы удалось указать такие два тетраэдра с равными основаниями и равными высотами, которые никаким способом не могут быть разложены на конгруэнтные тетраэдры и которые также не могут быть дополнены конгруэнтными тетраэдрами до таких многогранников, для которых разложение на конгруэнтные тетраэдры возможно. |
| Давид Гильберт (цитируется по книге В. Г. Болтянского) | |

## Инвариант Дена
Инвариант, построенный Деном, принимает значения в абстрактной группе (и, более того, векторном пространстве над {\displaystyle \mathbb {Q} })
{\displaystyle V=\mathbb {R} \otimes _{\mathbb {Q} }\mathbb {R} /\langle \{l\otimes \pi \mid l\in \mathbb {R} \}\rangle .}
А именно, для многогранника P с длинами рёбер {\displaystyle l_{1},\dots ,l_{n}} и соответствующими им двугранными углами {\displaystyle \alpha _{1},\dots ,\alpha _{n}} инвариант Дена D(P) полагается равным
{\displaystyle D(P):=\sum _{i}l_{i}\otimes \alpha _{i}\in V}
При разрезании многогранника на части значение суммы «длина ребра {\displaystyle \otimes } прилежащий угол» может изменяться только при возникновении/исчезновении новых рёбер, возникающих внутри или на границе. Но у таких рёбер сумма прилегающих к ним двугранных углов равна {\displaystyle 2\pi } или {\displaystyle \pi } соответственно, поэтому как элемент фактора V инвариант Дена не изменяется.

### Пример
Примером применения инварианта Дена является неравносоставленность куба и правильного тетраэдра равного ему объёма: для куба с ребром l инвариант Дена равен {\displaystyle 12l\otimes {\frac {\pi }{2}}=6l\otimes \pi =0}, а для правильного тетраэдра с ребром a —
{\displaystyle 6a\otimes 2\arctan {\frac {1}{\sqrt {2}}}\neq 0,}
поскольку {\displaystyle \arctan {\frac {1}{\sqrt {2}}}\notin \mathbb {Q} \pi .}